# Parafia św. Jana Chrzciciela w Sarbii
Parafia pw. Świętego Jana Chrzciciela w Sarbii – rzymskokatolicka parafia należąca do dekanatu Kołobrzeg, diecezji koszalińsko-kołobrzeskiej, metropolii szczecińsko-kamieńskiej. Została utworzona w 1951 roku. Duszpasterstwo w parafii prowadzą księża chrystusowcy (TChr.).

## Miejsca kultu

### Kościół parafialny
- Kościół św. Jana Chrzciciela w Sarbii – zbudowany w XVI wieku w stylu gotyckim, poświęcony w 1945.

### Kościoły filialne i kaplice
- Kościół pw. Podwyższenia Krzyża Świętego w Karcinie
- Kaplica pw. Miłosierdzia Bożego w Kędrzynie